# Jimmy Barry
Jimmy Barry (ur. 7 marca 1870 w Chicago, zm. 4 kwietnia 1943 tamże) – amerykański bokser, były zawodowy mistrz świata kategorii koguciej.

## Życiorys
Jest jednym z nielicznych zawodowych mistrzów świata, którzy nigdy nie przegrali walki. Na 72 bokserskie pojedynki, które stoczył, 59 zakończyło się jego zwycięstwem, w 10 ogłoszono remis, a 3 były no decision.
Pierwsze walki zawodowe stoczył w 1891.  Po znokautowaniu w 17. rundzie Jacka Levy'ego 5 grudnia 1893 w Roby został ogłoszony mistrzem świata w kategorii wagowej do 100 funtów. 2 czerwca 1894 w Nowym Orleanie znokautował w 10.rundzie Jimmy'ego Gormana i został uznany mistrzem świata kategorii do 102 funtów, a 15 września tego roku, po znokautowaniu Caspera Leona w 28. rundzie w Lemont, mistrzem świata w wadze do 105 funtów.
Kilkakrotnie skutecznie bronił mistrzostwa, a 1 marca 1897, po wygraniu na punkty z Jackiem Wardem w Nowym Jorku, rozciągnął swoje roszczenia na mistrzostwo w wadze do 110 funtów.
Barry był uznawany za mistrza świata w Stanach Zjednoczonych, lecz nie w Wielkiej Brytanii. Aby przesądzić, kto jest niekwestionowanym mistrzem świata wagi koguciej, wybrał się do Londynu. Tam 6 grudnia 1897 znokautował w 20. rundzie brytyjskiego mistrza Waltera Croota. Croot, padając na ring uderzył głową o niezabezpieczoną podłogę i zmarł następnego dnia. Barry po tej walce nigdy nie znokautował przeciwnika. Jego osiem ostatnich pojedynków zakończyło się remisami. W swej ostatniej walce 1 września 1899 był zdaniem prasy słabszy od swego rywala Harry'ego Harrisa (który, podobnie jak Barry, został wybrany do Międzynarodowej Bokserskiej Galerii Sławy), ale sędzia ogłosił remis, by Barry zachował rekord bez porażki.
Później pracował przez 25 lat w biurze hrabstwa, a podczas I wojny światowej był instruktorem wychowania fizycznego i walki na bagnety. Zmarł w 1943.
Został wybrany w 2000 do Międzynarodowej Bokserskiej Galerii Sławy.